# Terry Kiser
Terry Kiser (Omaha, 1º agosto 1939) è un attore statunitense, famoso per aver interpretato Bernie, il morto, nel film Weekend con il morto (1989) ed il successivo sequel.
Ha esordito nel 1968 con La prima volta di Jennifer.

## Filmografia parziale

### Cinema
- La prima volta di Jennifer (Rachel,  Rachel), regia di Paul Newman (1968)
- Troppo belle per vivere (Looker), regia di Michael Crichton (1981)
- Tutta una notte (All Night Long), regia di Jean-Claude Tramont (1981)
- Making Love, regia di Arthur Hiller (1982)
- Il villaggio delle streghe (The Offspring), regia di Jeff Burr (1987)
- Venerdì 13 parte VII - Il sangue scorre di nuovo (Friday the 13th Part VII: The New Blood), regia di John Carl Buechler (1988)
- Weekend con il morto (Weekend at Bernie's), regia di Ted Kotcheff (1989)
- I re della spiaggia (Side Out), regia di Peter Israelson (1990)
- Aiuto! Mi sono persa a New York (Mannequin: On the Move), regia di Stewart Raffill (1991)
- Weekend con il morto 2 (Weekend at Bernie's II), regia di Robert Klane (1993)
- Tammy and the T-Rex, regia di Stewart Raffill (1994)
- Quella strana piccola bottega (Pet Shop), regia di Hope Perello (1994)
- L'ultimo guerriero (Forest Warrior), regia di Aaron Norris (1996)

### Televisione
- The Doctors - serie TV, 51 episodi (1967-1968)
- Sugar Time (Sugar Time!) - serie TV, 3 episodi (1977-1978)
- Tre cuori in affitto (Three's Company) - serie TV, 2 episodi (1981-1982)
- Il mio amico Arnold (Diff'rent Strokes) - serie TV, episodio 6x03 (1983)
- CHiPs - serie TV, episodio 6x16 (1983)
- La signora in giallo (Murder, She Wrote) - serie TV, episodi 2x03-4x20 (1985-1988)
- Supercar (Knight Rider ) - serie TV, episodio 4x16 (1986)
- Walker Texas Ranger - serie TV, episodio 5x14-5x15-6x02 (1997)
- Will & Grace - serie TV, episodio 2x06 (1999)

## Doppiatori italiani
- Pino Colizzi in La prima volta di Jennifer
- Sergio Di Stefano in Venerdì 13 parte VII - Il sangue scorre di nuovo
- Michele Gammino in Weekend con il morto
- Dario Penne in Aiuto! Mi sono persa a New York
- Carlo Valli in Tammy e il T-Rex